# Erik Puke
Denna artikel handlar om den svenske upprorsledaren Erik Puke, avrättad 1437. För 1300-talsmarsken, se Erik Kettilsson (Puke).
Erik Puke, även Erik Nilsson (Puke), död 1437, var ett svenskt riksråd, känd som deltagare i Pukefejden.

## Biografi
Han var son till Nils Gustafsson (Rossviksätten) och troligen en dotter till Jöns Abjörnsson (sparre över blad, Abjörnssönernas ätt). Första gången nämnd 1434 som sin fars underhövitsman  för Korsholms slottslän. Hade 1435 Rasbo härad som pantlän och hade också befälet över Kastelholms slott. Erik tog förmodligen sitt binamn efter sin farmors kände kusin, marsken Erik Kettilsson Puke.
Erik Puke allierade sig tidigt med Engelbrekt Engelbrektsson och framstod 1436 som Engelbrekts närmaste man. Efter Engelbrekts död startade Erik Puke ett nytt uppror i sin hembygd (Rekarne), den så kallade Pukefejden.
Pukefejden spred sig snabbt till Närke och Västmanland där allmogen tog ställning för Erik. Efter förhandlingar med dalafogden Hans Mårtensson lyckades Erik också få dalkarlarna att marschera mot Stockholm. Kungens här mötte upprorsmännen vid Haraker i Västmanland och efter en mindre sammandrabbning, slaget vid Hällaskogen, slöts vapenstillestånd med beslut om att förhandlingar mellan parterna skulle inledas i Västerås.
I stället för en överenskommelse slutade Västeråsmötet med att Hans Mårtensson avrättades på plats och Erik Puke fördes som fånge till Stockholm där han avrättades i början av februari 1437.

### Familj
Erik Puke var gift med Birgitta Nilsdotter (Hammerstaätten), dotter till riddaren, riksrådet och lagmannen Nils Erengislesson (Hammerstaätten) i Södermanlands lagsaga och Märta Magnusdotter (Magnus Marinasons ätt). De fick tillsammans sonen Gustav Puke (död mellan 1451–1454).

## Populärkultur
I första avsnittet av TV-serien Huset Silfvercronas gåta från 1974 nämns Puke flera gånger.
I Niklas Natt och Dags roman ”Ödet och Hoppet” spelar Puke en framträdande roll.